# 布朗縣 (德克薩斯州)
布朗縣（英語：Brown County）是美國德克薩斯州中部的一個縣。面積2,478平方公里。根據美國2000年人口普查，共有人口37,674人。縣治布朗伍德（Brownwood）。
成立於1856年，縣政府成立於1858年。縣名紀念貝拉斯科戰役的司令官亨利·斯蒂文森·布朗。